# Vikingprogramma

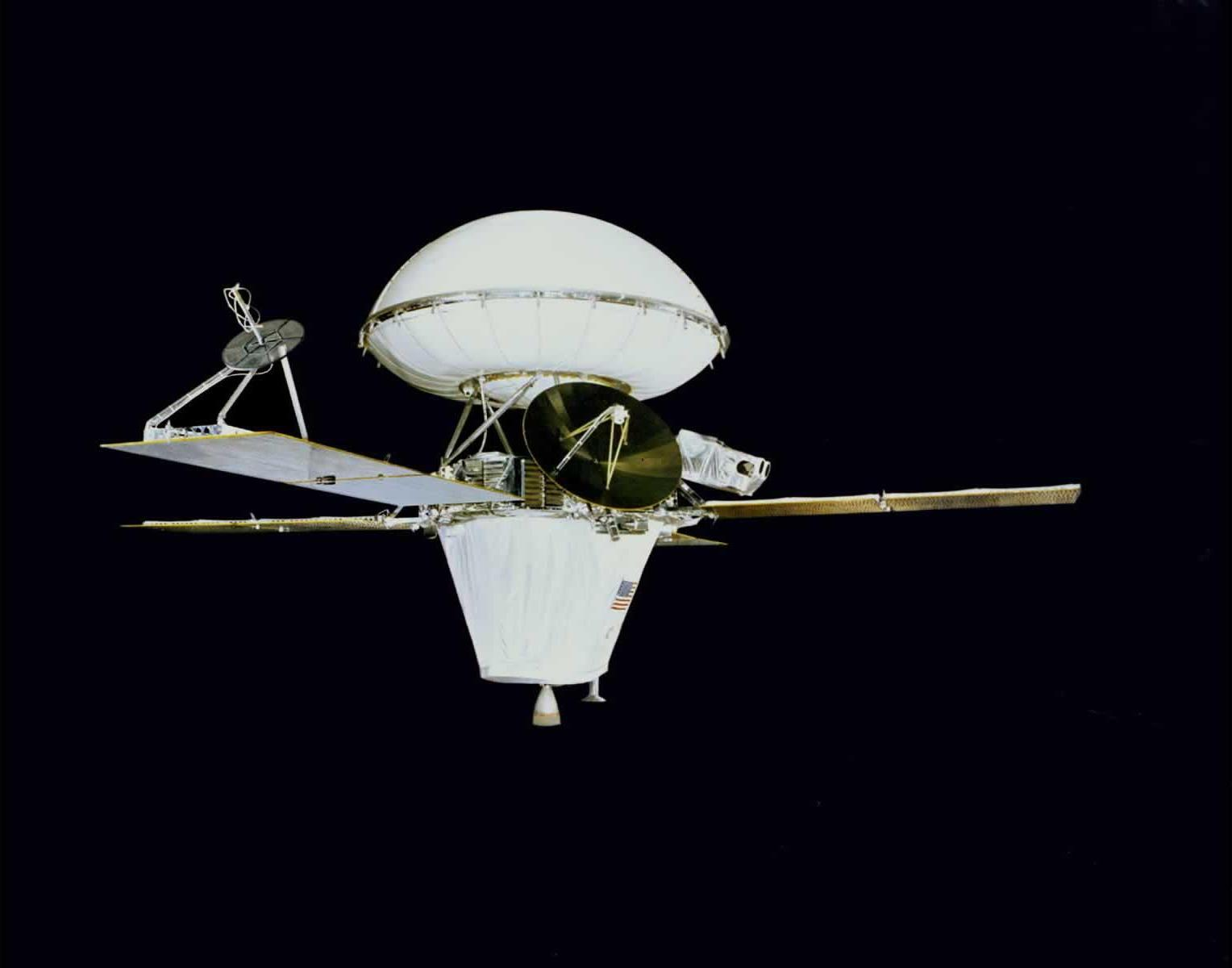
Viking ruimtevaartuig

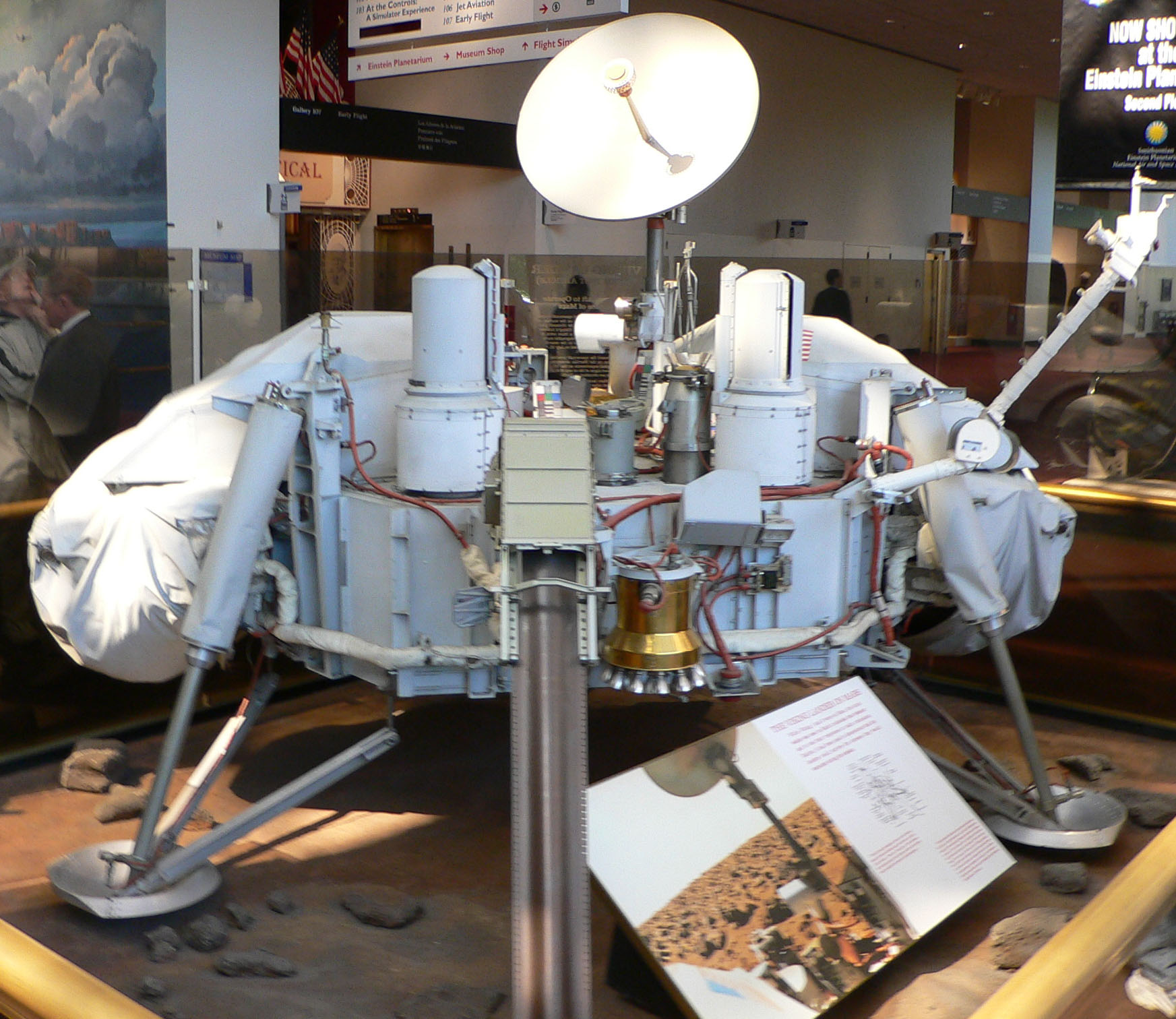
Model van de Viking lander

Het Vikingprogramma van de NASA met als doel het landen op de planeet Mars bestond uit twee missies. De Viking 1 werd gelanceerd op 20 augustus 1975 en de Viking 2 op 9 september 1975.
Beide ruimtevaartuigen bestonden uit een lander en een orbiter. Na in een baan om Mars te zijn gekomen en foto's te hebben genomen van de geplande landingsplaats, werden de landers en de orbiters losgekoppeld. De landers begonnen daarna aan hun afdaling naar het oppervlak vanwaar verschillende experimenten werden uitgevoerd. De orbiters bleven in een baan om de planeet om vandaar Mars te onderzoeken en te dienen als zender van de data richting aarde voor de landers.
Het gewicht van de lander en orbiter samen bedroeg 3527 kg. Wanneer de lander op het oppervlak was geland en dus zijn brandstof had verbruikt woog de lander nog 600 kg. 
De Viking 1 kwam op 19 juni 1976 in een baan om Mars en koppelde op 20 juli 1976 los om af te dalen naar het oppervlak. 
Op 7 augustus 1976 was voor de Viking 2 het moment dat een baan om Mars werd bereikt. Het loskoppelen vond plaats op 3 september 1976 waarna de landing werd ingezet. Utopia Planitia was de landingsplaats.
Het voornaamste doel van de landers was om te onderzoeken of er leven op Mars voorkwam. Aanvankelijk leek het erop dat dit inderdaad gevonden was. Maar later konden de resultaten van de experimenten op Mars ook door natuurlijke chemische reacties verklaard worden.